# فيليب خوسيه فارمر
فيليب خوسيه فارمر (بالإنجليزية: Philip José Farmer) (26 يناير 1918، تير هوت في الولايات المتحدة - 25 فبراير 2009، بيوريا في الولايات المتحدة) روائي أمريكي، حاصل على جائزة هوغو لأفضل رواية عن «إلى هيئاتك المختلفة.. اذهب» في العام 1972 وجائزة هوغو لأفضل رواية قصيرة عن «راكبو الآجر الأرجواني» في العام 1968.

## روابط خارجية
- فيليب خوسيه فارمر على موقع IMDb (الإنجليزية)
- فيليب خوسيه فارمر على موقع إن إن دي بي (الإنجليزية)
- فيليب خوسيه فارمر على موقع ديسكوغز (الإنجليزية)
- فيليب خوسيه فارمر على موقع قاعدة بيانات الفيلم (الإنجليزية)